# Zgornje Poljčane
Zgornje Poljčane so naselje z gručastim jedrom v Občini Poljčane, južno od Poljčan, v izteku potoka Bele, ki tod prehaja v dolino reke Dravinje, na položnem severozahodnem podnožju Boča. Tu je še vedno sedež župnije z župnijsko cerkvijo sv. Križa, ki je v osnovi iz 12. stoletja, sedanja stavba je iz leta 1895. 

## Zgodovina
Naselje je nastalo na križišču že od antike pomembnih poti in se je razvijalo zaradi sejmov, ki imajo stoletno tradicijo. 
Z izgradnjo Južne železnice, so naselje prehitele sosednje Poljčane, onstran Dravinje.

## Toponim
Zgodovinsko ime naselja je bilo Poljčane, po letu 1975 je v rabi sedanji toponim.

## Naselje danes
V naselju danes deluje dom upokojencev in oskrbovancev. Sosedna zaselka sta Mala vas in Podorešje.